# Pi de l'Escorpió

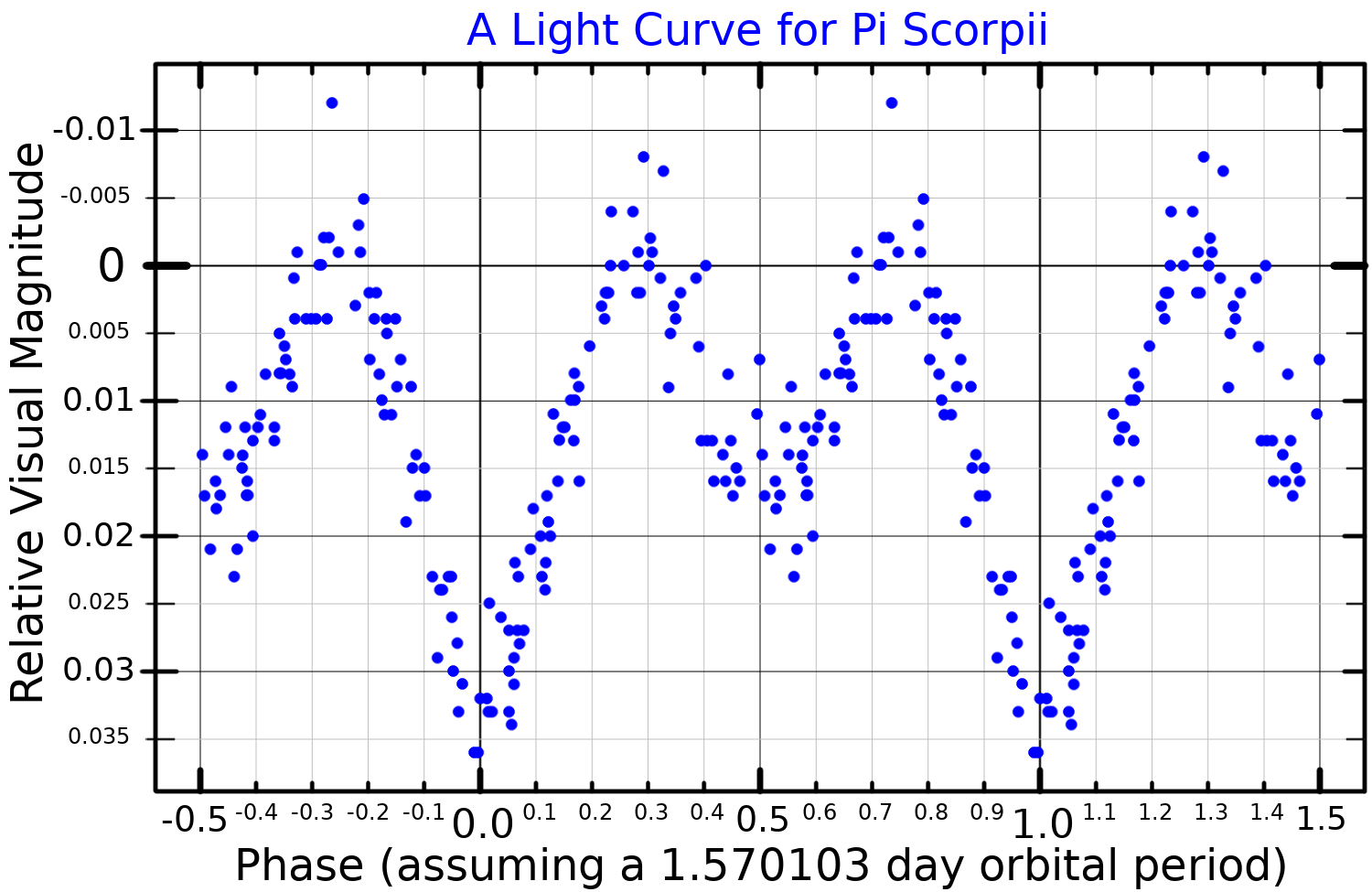
Magnitud de Pi de l'Escorpió.

Pi de l'Escorpió (π Sco Scorpii) és un sistema estel·lar de magnitud aparent +2,89 situat a la constel·lació de l'Escorpió. Encara que la seua paral·laxi la situa a 460 anys llum del sistema solar, l'error associat a la mesura permet que la distància puga ser de 520 anys llum; en aquest últim supòsit, Pi de l'Escorpió formaria part de l'Associació Escorpió Superior, subgrup de la gran Associació estel·lar d'Escorpió-Centaure.
Pi de l'Escorpió és un estel binari espectroscòpic les components del qual es mouen al llarg d'una òrbita circular que completen cada 1,5700925 dies. Els dos són estels de la seqüència principal, de tipus espectral B1 V i B2 V, amb una temperatura aproximada de 25.000 i 21.000 K respectivament. L'estrella més calenta és 10.000 vegades més lluminosa que el Sol i 11 vegades més massiva que aquest. La seva companya, 3.000 vegades més lluminosa que el Sol, té una massa de 9 masses solars. Considerant 520 anys llum la distància que ens separa d'ella —valor que millor concorda amb la magnitud visual observada—, la separació entre ambdues estrelles és únicament de 0,071 ua, equivalent a 15 radis solars; atès que el radi estimat per a cadascun dels estels és 5 i 4 vegades més gran que el del Sol, les seves superfícies han d'estar molt properes entre si. Els seus períodes de rotació — d'~ 1,8 dies— concorden amb una rotació síncrona, on ambdós estels es mostren mútuament la mateixa cara. El component principal, o A, del sistema Pi de l'Escorpió constitueix una binària eclipsant del tipus Beta Lyrae la lluentor de la qual varia 0,03 magnituds.
El sistema també inclou un tènue estel de magnitud +12,2 —probablement una nana taronja— que s'hi troba a més de 8.000 ua de la brillant binària i empra almenys 160.000 anys a completar una òrbita a la seu al voltant. Al mateix temps, aquest estel té una companya encara més tènue, separada d'ella unes 90 ua.